# دإي تاكيوتشي
دإي تاكيوتشي (باليابانية: 武内 大) (31 مايو 1992 في أويتا في اليابان – )؛ هو لاعب كرة قدم ياباني سابق كان يلعب كمدافع.

## وصلات خارجية
- دإي تاكيوتشي على موقع رابطة كرة القدم اليابانية للمحترفين (اليابانية)
- دإي تاكيوتشي على موقع قاعدة بيانات كرة القدم.إي يو (الإنجليزية)
- دإي تاكيوتشي على موقع Soccerway.com (الإنجليزية)
- دإي تاكيوتشي على موقع عالم كرة القدم.نت (الإنجليزية)